# 大庙镇 (灵璧县)
大庙镇，原为大庙乡，是中华人民共和国安徽省宿州市灵璧县下辖的一个乡镇级行政单位。2021年12月撤乡设镇。

## 行政区划
大庙镇下辖以下地区：
找营村、殷庄村、王支村、王沈村、王海村、王谷村、沙滩村、沙南村、骑路张村、胡场村、沟涯村、大杨村、大庙村、马庄村和王杨村。